# Juan de Torquemada
Juan de Torquemada, ook bekend onder zijn Latijnse naam Johannes de Turrecremata, O.P. (Valladolid (Spanje), 1388 – Rome (Italië), 26 september 1468) was een Spaans kardinaal en ecclesiologisch auteur. Hij was een oom van de beruchte grootinquisiteur Tomás de Torquemada.
Torquemada trad in 1403 toe tot de orde van de dominicanen. Hij was een van de vertegenwoordigers van zijn orde op het Concilie van Konstanz en het Concilie van Basel. Paus Eugenius IV benoemde hem in 1439 tot kardinaal. Hij stond bekend als een strenge en welbespraakte verdediger van het pauselijke gezag tegen het conciliarisme van Gerson. Torquemada was overtuigd van de superioriteit van het Christelijke geloof, en dit komt dan ook naar voren in zijn geschriften. Zo schreef hij in 1459, enkele jaren na de val van Constantinopel, het boek Contra principales errores perfidi Mahometi ("Tegen enkele principiële dwalingen van de ongelovige Mohammed"), waarin hij van leer trok tegen de mohammedanen, en aansloot aan de kerkelijke oproep van die tijd om militair op te treden tegen (volgens de Rooms-Katholieke Kerk) niet-christenen. Torquemada's meditaties over het leven van Christus werden gedrukt in het eerste Italiaanse boek geïllustreerd met houtsneden uit 1467.
Juan de Torquemada werd begraven in de basiliek Santa Maria sopra Minerva te Rome.

## Enkele werken van Torquemada in vroege edities
- Meditationes, seu Contemplationes devotissimae (Rome, Ulrich Han, 1467)[3]
- Defensorium fidei dialogos septem contra Judaeos, haereticos et Sarracenos continens (gevolgd door) De Salute animae (Utrecht, Nicolaus Ketelaer en Gerardus de Leempt, 1473 of 1474)[4]
- Expositio super toto psalterio (Rome, Ulrich Han, 1470)[5]
- Contra principales errores Mahometi et Turcorum Sarracenorum (Brussel, Fratres Vitae Communis, 1475 of 1476)[6]

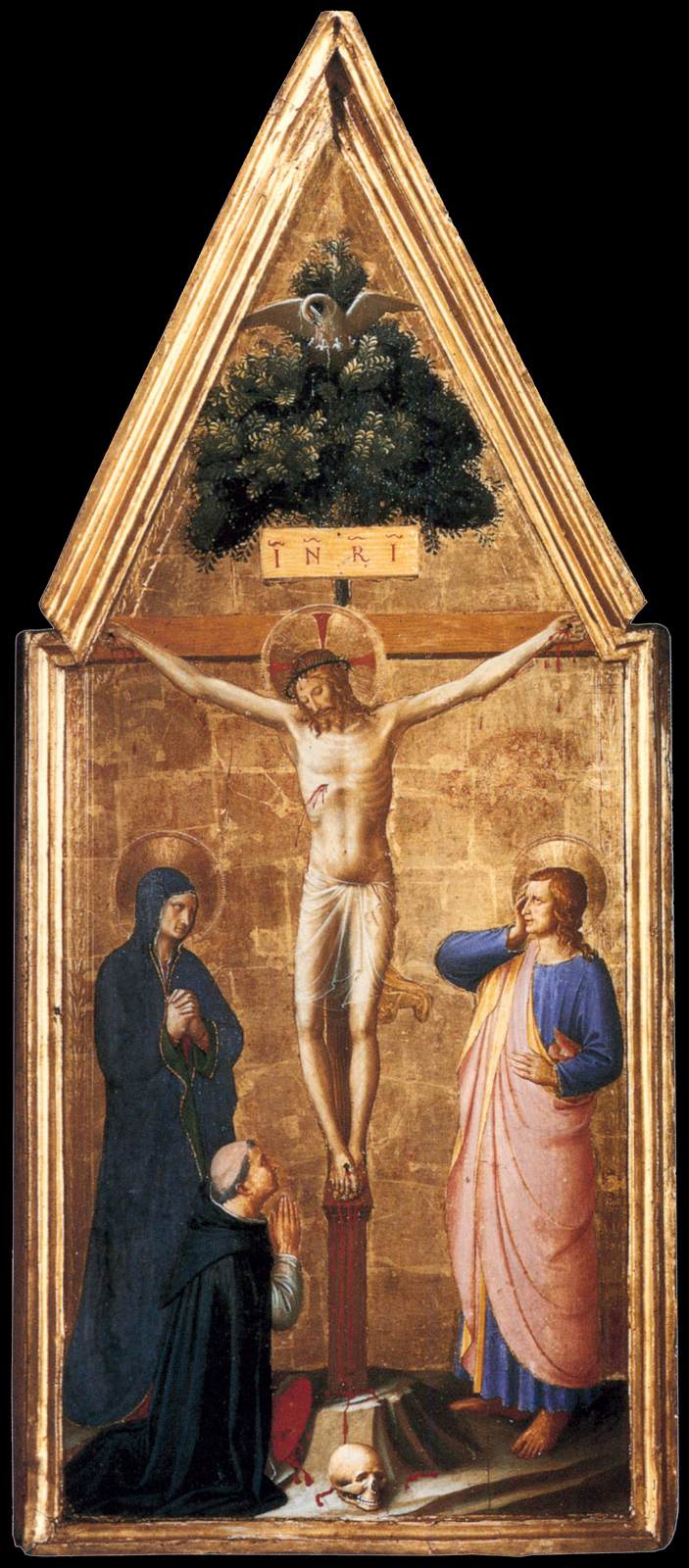
Kardinaal Torquemada (op de voorgrond) aanbidt de gekruisigde Christus (Fra Angelico ca. 1440/1442)
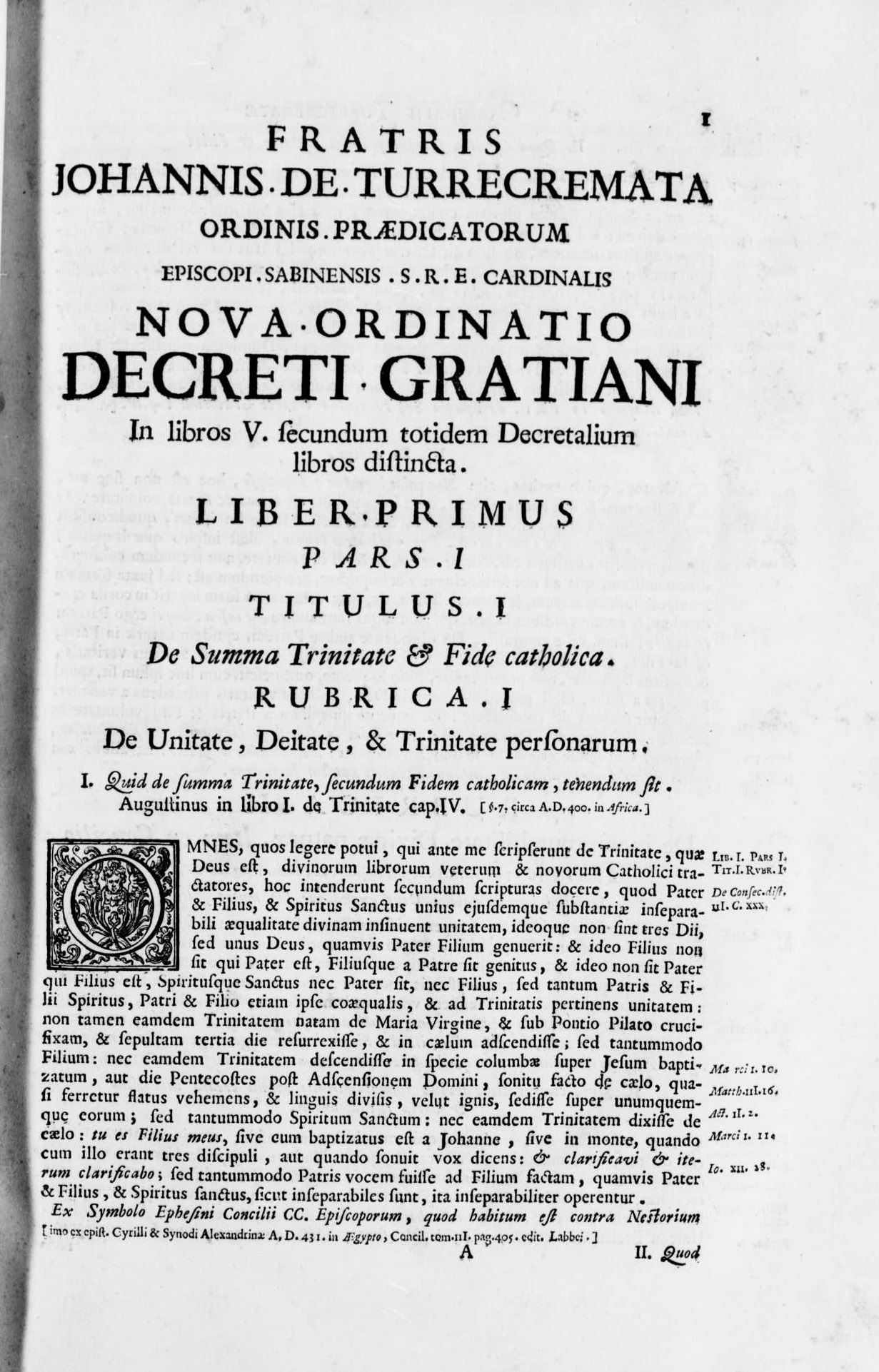
Decretum Gratiani (editie uit 1727)
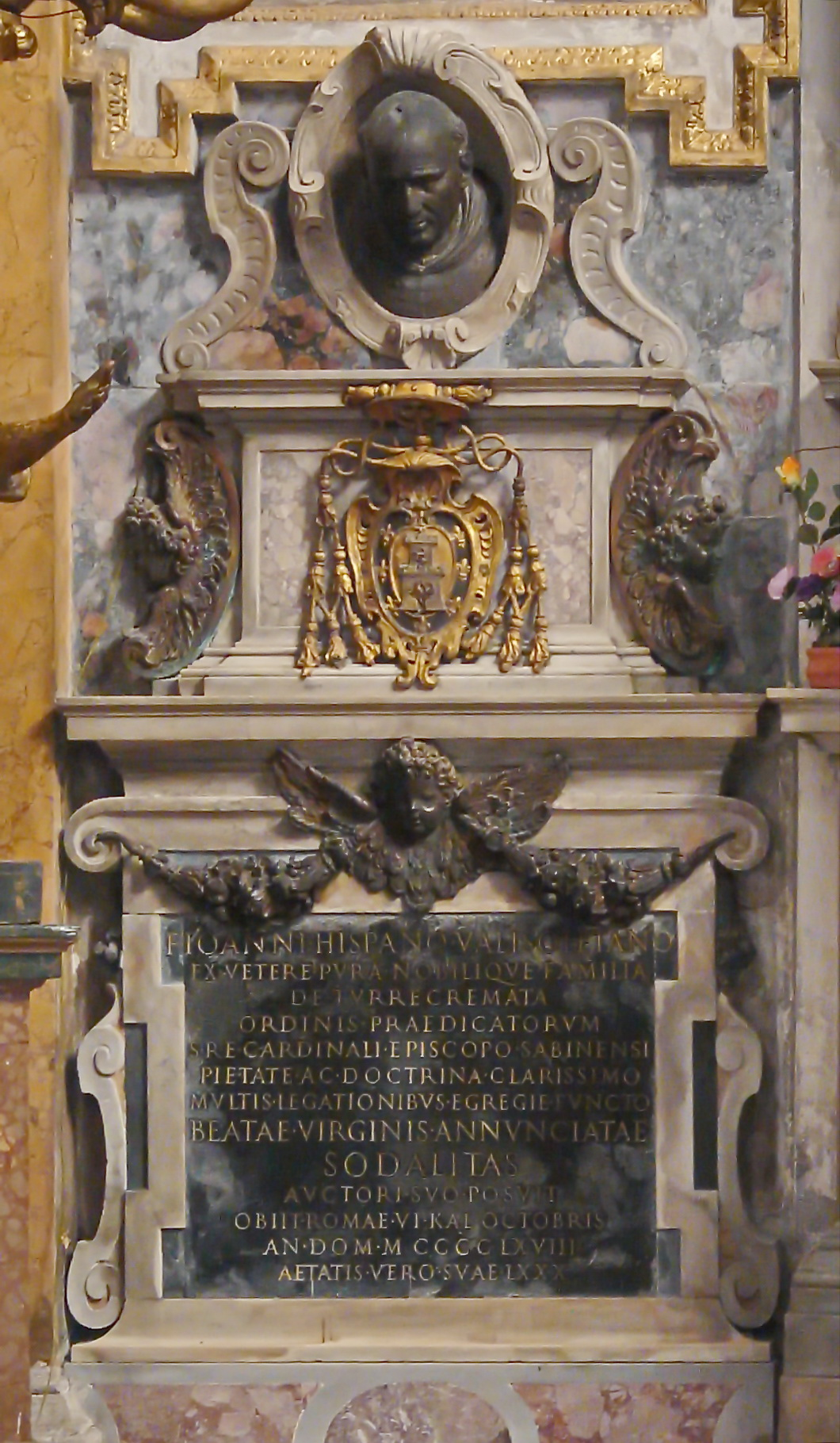
Juan de Torquemada's graf in de Santa Maria sopra Minerva, Rome